# Motim policial
Um motim policial é um motim realizado por órgãos de segurança publica.
Mais especificamente, é um motim que a polícia é responsável por instigar, escalar ou sustentar como um confronto violento. Os distúrbios policiais costumam ser caracterizados pela brutalidade policial generalizada e podem ser realizados com o propósito de repressão política.
Neste caso, um motim policial é um motim categorizado pela policia instigando a violência publica, ao em vez de um motim onde é a população se revoltando contra a policia, ideia politica, ou fato ocorrido;
Veja os distúrbios de Toxteth em 1981 ou os distúrbios em Los Angeles de 1992 para exemplos de distúrbios por policiamento em vez de distúrbios policiais.
Durante os protestos de George Floyd em 2020, a colunista Jamelle Bouie escreveu no The New York Times que um motim policial é "uma afirmação de poder e impunidade " que "faz mais para inflamar e agitar os manifestantes do que para acalmar a situação e trazer ordem ao ruas. "

## História

### Brasil

#### Ditadura Militar pós Golpe de 64

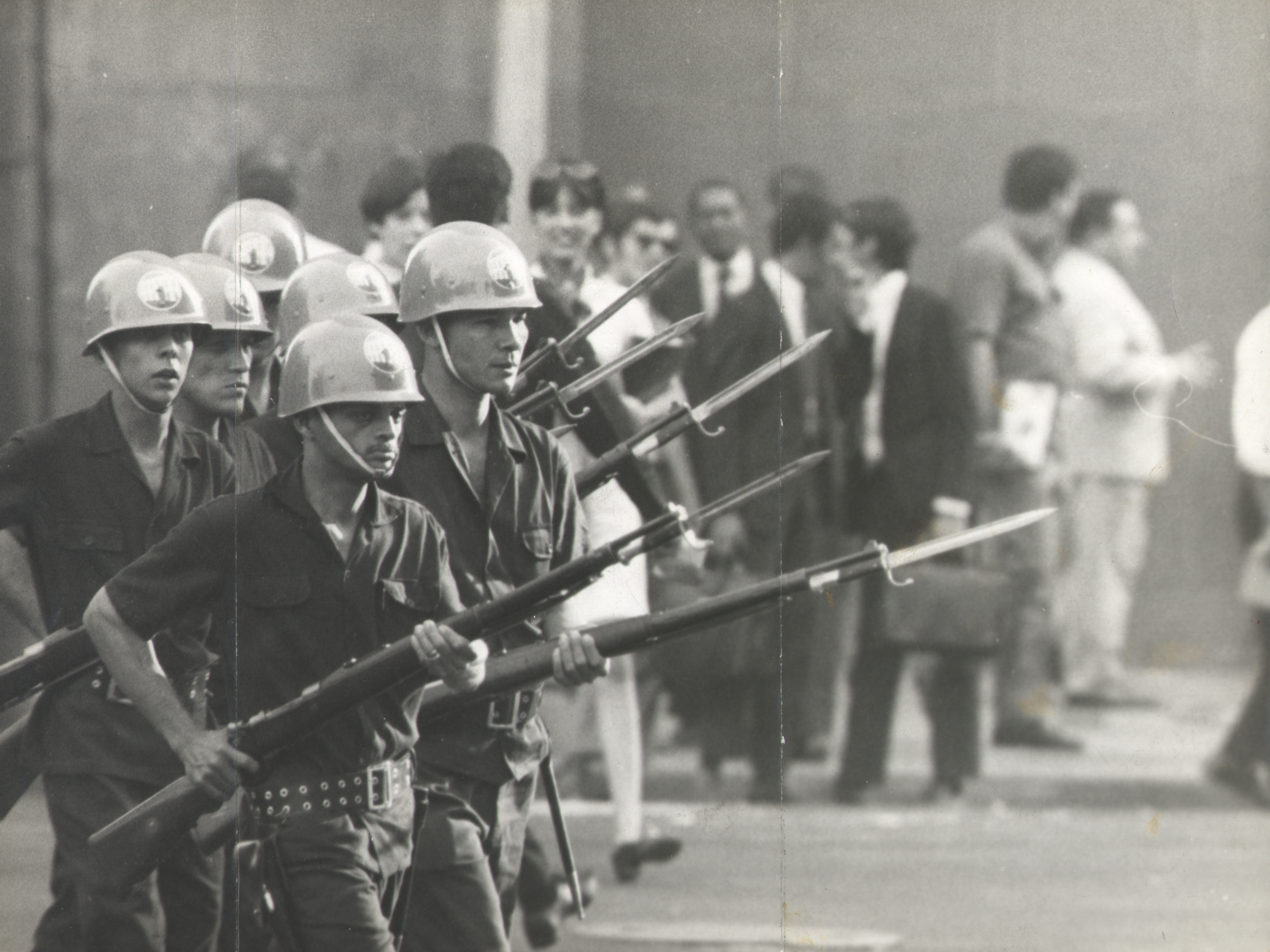
Militares fortemente armados contra uma manifestação estudantil pacifica durante a ditadura militar de 1964

Meninas vão a escola em meio a militares aquartelados

Durante a ditadura militar no Brasil, foram registrados diversos números de motins policiais, parte deles ocorreram por conta dos órgãos de defesa publica, serem ligados diretamente as forças armadas que estava no comando do Brasil na época.
Diversas formas de tortura foram realizadas nesta época da história brasileira, a violência era indiscriminada contra qualquer tipo de pessoa (inclusive mulheres e estudantes adolescentes) que estivesse protestando nas ruas contra o governo ditatorial brasileiro.
Os policias batiam nos manifestantes com cassetetes, prendiam manifestantes e assim instigavam a violência. Em resposta a repressão, manifestantes atacavam os militares com objetos, pichavam monumentos e chegavam a atear fogo contra órgãos públicos onde os militares se mantinham aquartelados.
É de considerar que a violência da população começou apenas após o inicio das censuras do estado em jornais, musicas e filmes. E também após o exilo de diversos artistas que eram contrários ao regime e o desaparecimento de diversos civis contrários ao regime, muitos sendo encontrados sem vida com mortes estranhas ou até nunca sendo encontrados.
Foram registrados diversos motins policiais para instigar a violência durante este período, assim dando "justificativas" para utilizar da força letal e prender manifestantes pacíficos.

#### Greve de Policiais Militares em 2017 no Espirito Santo

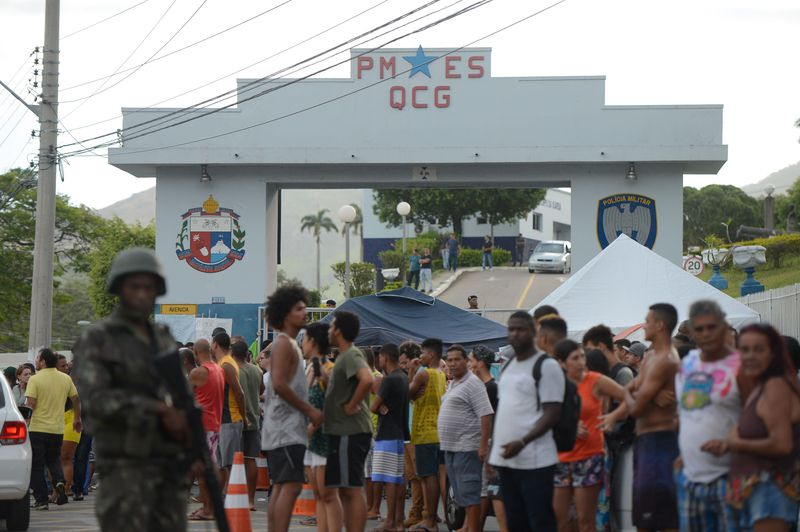
Protesto de moradores em frente ao quartel-geral de Vitória 3

Durante Crise da segurança pública no Espírito Santo em 2017 houve uma greve de policiais militares que gerou um motim publico, ao contrario de outros exemplos citados neste artigo, os policiais não incitaram a violência publica, mas pelo simples fato de eles não terem saído as ruas para fazer seu trabalho, houve uma revolta publica e uma onda de crimes.
Foram registradas 219 mortes neste período de greve, mais de 3 milhões de reais em prejuízos ao comércio tendo em vista que muitos comércios foram saqueados e muitos outros se negaram a abrir com medo da onda de violência que o estado estava vivendo.
Não houve conflitos entre policiais e manifestantes, tendo em vista, que os principais manifestantes eram familiares de policiais e os próprios policiais. Porem pelo simples fato de existir um motim e uma greve policial, foi um motivo para aflorar nas pessoas seu pior lado e gerar uma onda de violência muito grande.
O caso foi estudado por sociólogos tendo em vista que é muito raro o acontecido, e foi uma situação onde diversas teses sobre a natureza humana foram comprovadas, teses que defendiam que a situação gerava o criminoso, tendo em vista que foram registrados saques efetuados por pessoas que não haviam passagens policiais.

#### Caso USP 2015
Neste caso ocorrido em 2015, durante uma manifestação na Universidade de São Paulo policias foram flagrados atirando contra manifestantes, dando socos em manifestantes já algemados e "aprendendo" bolsas de funcionários da universidade. Assim instigando a violência entre os manifestantes e os policiais.
A policia relata que a violência começou por parte dos manifestantes, porem as imagens apresentaram o contrario.

### Estados Unidos
Durante os primeiros anos de organização sindical, a violência policial foi freqüentemente usada nos esforços para reprimir os protestos dos trabalhadores. Um incidente notável ocorreu em maio de 1886, quando a polícia matou quatro trabalhadores em greve na McCormick Harvesting Machine Co. em Chicago . No dia seguinte, uma manifestação pacífica na Praça Haymarket explodiu em violência quando uma bomba foi lançada, matando oito policiais. Outros policiais então abriram fogo, antes ou depois de serem alvejados por pessoas na multidão (os relatos variam) matando pelo menos quatro manifestantes e ferindo um número indeterminado, em um evento conhecido como Motim de Haymarket ; os eventos foram chamados de motim policial. 

#### Protestos de George Floyd
A polícia foi acusada em várias cidades de instigar a violência não provocada com pessoas que protestaram contra o assassinato de George Floyd em Minneapolis, Minnesota . Representante do Estado da Virgínia Socialista Democrática Lee J. Carter criticou as ações da polícia como um "motim policial".
Vídeos de várias cidades mostraram a polícia usando gás lacrimogêneo, spray de pimenta e balas de borracha nos manifestantes. Em Seattle, uma linha de policiais atacou uma multidão de manifestantes quando um manifestante não largou seu guarda-chuva. Em Richmond, Virgínia, a polícia encerrou quatro dias de protesto pacífico atacando os manifestantes com spray de pimenta; a polícia admitiu mais tarde que foi uma "ação injustificada" e o prefeito Levar Stoney se desculpou, dizendo "violamos seus direitos".

### Reino Unido

#### Batalha de Beanfield
Durante uma tentativa de impor uma zona de exclusão ao redor de Stonehenge, Wiltshire, em 1985, a polícia entrou no campo onde um grupo de viajantes conhecido como Peace Convoy estava sendo detido e começou a danificar seus veículos e espancar seus ocupantes. Os viajantes acabaram processando a força policial de Wiltshire por prisão injusta, agressão e danos criminais.
- Protestos políticos tailandeses em 2010
- Motim de 2013 em Bangladesh
- Black Act
- Black bloc
- Demonstração (pessoas)
- Hooliganismo
- Kristallnacht (9 e 10 de novembro de 1938)
- Brutalidade policial
- Motins de Stonewall (28 de junho a 1º de julho de 1969)
- Luta de rua